# Pistolet maszynowy Colt SMG
Colt 9 mm Submachine Gun – amerykański pistolet maszynowy wywodzący się konstrukcyjnie z karabinu szturmowego M16, produkowany przez firmę Colt.

## Historia konstrukcji
W przypadku najbardziej udanych modeli karabinów szturmowych często podejmowana jest decyzja o opracowaniu na ich podstawie pistoletów maszynowych. Przykładami takich par może być SIG 540 i SAF, AUG i AUG-P, czy sztandarowy przykład G3 i MP5.
Także M16 próbowano przerobić. Pierwsza próba miała miejsce w latach siedemdziesiątych. Skonstruowany przez Maxwella Atchissona pistolet maszynowy Atchisson M16 nie zdobył jednak popularności. Kolejna próba miała w drugiej połowie lat osiemdziesiątych. Firma Colt Industries (od 4 listopada 2002 roku Colt Defense LLC) wprowadziła na rynek pistolet maszynowy Colt SMG.
Głównym atutem nowej broni była całkowita zgodność pod względem manualnym z M16. Każda osoba przeszkolona w posługiwaniu się M16 będzie potrafiła się posługiwać peemem Colt SMG. Pistolet maszynowy Colt SMG znalazł się na rynku kiedy pozycja niemieckiego MP5 była już bardzo mocna. Dlatego nie zdobył większej popularności (znajduje się na uzbrojeniu niektórych policyjnych oddziałów specjalnych, jest także używane przez DEA).
Pistolet maszynowy Colt SMG jest sprzedawany wyłącznie służbom państwowym i koncesjonowanym agencjom ochrony i nie jest dostępna na rynku cywilnym.

## Wersje
- Model 633 – wersja z lufą skróconą.
- Model 634 – z mechanizmem spustowym umożliwiającym strzelanie wyłącznie ogniem pojedynczym i wydłużoną lufą.
- Model 635 – z mechanizmem spustowym umożliwiającym strzelanie ogniem pojedynczym i seriami.
- Model 639 – z mechanizmem spustowym z ogranicznikiem długości seriami, umożliwiającym strzelanie ogniem pojedynczym i seriami trójstrzałowymi.

## Opis konstrukcji
Pistolet maszynowy Colt SMG jest indywidualną bronią samoczynno-samopowtarzalną. Zasada działania oparta na odrzucie zamka swobodnego. Broń strzela z zamka zamkniętego. Po wystrzeleniu ostatniego naboju zamek zatrzymuje się w tylnym położeniu. Zamek zwalniany przyciskiem z lewej strony gniazda magazynka. Rękojeść przeładowania w kształcie litery T za chwytem transportowym (nieruchoma w trakcie strzelania). Mechanizm spustowy kurkowy (nastawy zależne od wersji). Przełącznik rodzaju ognia połączony z bezpiecznikiem, po obu stronach broni. Zasilanie z dwurzędowych magazynków pudełkowych o pojemności 20 lub 32 naboi (magazynki identyczne jak w pm Uzi). Otwarte przyrządy celownicze składają się z muszki i celownika przerzutowego (z przeziernikiem). Kolba składana (teleskopowa).